# Abierto Mexicano de Tenis 2021 - Doppio
Il doppio dell'Abierto Mexicano de Tenis 2021 è stato un torneo di tennis facente parte dell'ATP Tour 2021.
Łukasz Kubot e Marcelo Melo erano i campioni in carica, ma hanno deciso di partecipare al torneo di Dubai, in coppie diverse.
Il torneo è stato vinto da Ken Skupski e Neal Skupski, che hanno sconfitto in finale Marcel Granollers e Horacio Zeballos con il punteggio di 7-6(3), 6-4.

## Teste di serie
1. Marcel Granollers /  Horacio Zeballos (finale)
2. Jamie Murray /  Bruno Soares (quarti di finale)

1. Pierre-Hugues Herbert /  Nicolas Mahut (semifinale)
2. Rajeev Ram /  Joe Salisbury (semifinale)

## Wildcard
1. Marcelo Demoliner /  Santiago González (quarti di finale)

1. Alexander Zverev /  Miša Zverev (primo turno)

## Qualificati
1. Luke Saville /  John-Patrick Smith (quarti di finale)

### Lucky loser
1. Dominik Koepfer /  Artem Sitak (primo turno)

## Tabellone

### Legenda
| - Q = Qualificato - WC = Wild card - LL = Lucky loser | - ALT = Alternate - SE = Special Exempt - PR = Protected Ranking | - w/o = Walkover - r = Ritirato - d = Squalificato |

|  | Primo turno           | Primo turno             | Primo turno             | Primo turno | Primo turno |  |  | Quarti di finale | Quarti di finale        | Quarti di finale    | Quarti di finale    | Quarti di finale    |   |   | Semifinali | Semifinali                         | Semifinali                         | Semifinali               | Semifinali               |   |   | Finale | Finale | Finale | Finale | Finale |  |
|  |                       |                         |                         |             |             |  |  |                  |                         |                     |                     |                     |   |   |            |                                    |                                    |                          |                          |   |   |        |        |        |        |        |  |
|  | 1                     | M Granollers H Zeballos | M Granollers H Zeballos | 6           | 6           |  |  |                  |                         |                     |                     |                     |   |   |            |                                    |                                    |                          |                          |   |   |        |        |        |        |        |  |
|  |                       | M Čilić O Marach        | M Čilić O Marach        | 2           | 3           |  |  | 1                | M Granollers H Zeballos | 5                   | 6                   | [10]                |   |   |            |                                    |                                    |                          |                          |   |   |        |        |        |        |        |  |
|  | WC                    | A Zverev M Zverev       | A Zverev M Zverev       | 2           | 5           |  |  | Q                | L Saville J-P Smith     | 7                   | 2                   | [8]                 |   |   |            |                                    |                                    |                          |                          |   |   |        |        |        |        |        |  |
|  | Q                     | L Saville J-P Smith     | L Saville J-P Smith     | 6           | 7           |  |  |                  |                         |                     |                     |                     |   |   | 1          | M Granollers H Zeballos            | M Granollers H Zeballos            | 6                        | 7                        |   |   |        |        |        |        |        |  |
|  | 3                     | P-H Herbert N Mahut     | P-H Herbert N Mahut     | 6           | 6           |  |  |                  |                         | 3                   | P-H Herbert N Mahut | P-H Herbert N Mahut | 3 | 6 |            |                                    |                                    |                          |                          |   |   |        |        |        |        |        |  |
|  |                       | R Klaasen B McLachlan   | R Klaasen B McLachlan   | 4           | 4           |  |  | 3                | P-H Herbert N Mahut     | P-H Herbert N Mahut | 6                   | 6                   |   |   |            |                                    |                                    |                          |                          |   |   |        |        |        |        |        |  |
|  | A Krajicek F Škugor   | A Krajicek F Škugor     | 6                       | 3           | [6]         |  |  |                  | L Đere B Paire          | L Đere B Paire      | 4                   | 1                   |   |   |            |                                    |                                    |                          |                          |   |   |        |        |        |        |        |  |
|  | L Đere B Paire        | L Đere B Paire          | 2                       | 6           | [10]        |  |  |                  |                         |                     |                     |                     |   |   | 1          | Marcel Granollers Horacio Zeballos | Marcel Granollers Horacio Zeballos | 63                       | 4                        |   |   |        |        |        |        |        |  |
|  | WC                    | M Demoliner S González  | 7                       | 4           | [10]        |  |  |                  |                         |                     |                     |                     |   |   |            |                                    |                                    | Ken Skupski Neal Skupski | Ken Skupski Neal Skupski | 7 | 6 |        |        |        |        |        |  |
|  | LL                    | D Koepfer A Sitak       | 5                       | 6           | [8]         |  |  | WC               | M Demoliner S González  | 6                   | 3                   | [7]                 |   |   |            |                                    |                                    |                          |                          |   |   |        |        |        |        |        |  |
|  |                       | G Dimitrov T Paul       | 4                       | 6           | [8]         |  |  | 4                | R Ram J Salisbury       | 4                   | 6                   | [10]                |   |   |            |                                    |                                    |                          |                          |   |   |        |        |        |        |        |  |
|  | 4                     | R Ram J Salisbury       | 6                       | 3           | [10]        |  |  |                  |                         |                     |                     |                     |   |   | 4          | R Ram J Salisbury                  | R Ram J Salisbury                  | 4                        | 65                       |   |   |        |        |        |        |        |  |
|  | D Schwartzman J Sousa | D Schwartzman J Sousa   | D Schwartzman J Sousa   | 4           | 67          |  |  |                  |                         |                     | K Skupski N Skupski | K Skupski N Skupski | 6 | 7 |            |                                    |                                    |                          |                          |   |   |        |        |        |        |        |  |
|  | K Skupski N Skupski   | K Skupski N Skupski     | K Skupski N Skupski     | 6           | 7           |  |  |                  | K Skupski N Skupski     | 6                   | 3                   | [12]                |   |   |            |                                    |                                    |                          |                          |   |   |        |        |        |        |        |  |
|  |                       | R Bopanna A-u-H Qureshi | 7                       | 2           | 1           |  |  | 2                | J Murray B Soares       | 3                   | 6                   | [10]                |   |   |            |                                    |                                    |                          |                          |   |   |        |        |        |        |        |  |
|  | 2                     | J Murray B Soares       | 64                      | 6           | 6           |  |  |                  |                         |                     |                     |                     |   |   |            |                                    |                                    |                          |                          |   |   |        |        |        |        |        |  |

## Qualificazioni

### Teste di serie
1. Luke Saville /  John-Patrick Smith (qualificati)

1. Dominik Koepfer /  Artem Sitak (ultimo turno, lucky loser)

### Qualificati
1. Luke Saville /  John-Patrick Smith (quarti di finale)

### Lucky loser
1. Dominik Koepfer /  Artem Sitak (primo turno)

### Tabellone
|  | Primo turno | Primo turno                          | Primo turno | Primo turno | Primo turno |  |  | Ultimo turno | Ultimo turno                    | Ultimo turno                    | Ultimo turno | Ultimo turno |  |
|  |             |                                      |             |             |             |  |  |              |                                 |                                 |              |              |  |
|  | 1           | Luke Saville John-Patrick Smith      | 6           | 1           | [10]        |  |  |              |                                 |                                 |              |              |  |
|  |             | Steve Johnson Tennys Sandgren        | 4           | 6           | [6]         |  |  | 1            | Luke Saville John-Patrick Smith | Luke Saville John-Patrick Smith | 6            | 6            |  |
|  | WC          | Gerardo López Villaseñor Luis Patiño | 4           | 7           | [3]         |  |  | 2            | Dominik Koepfer Artem Sitak     | Dominik Koepfer Artem Sitak     | 3            | 2            |  |
|  | 2           | Dominik Koepfer Artem Sitak          | 6           | 610         | [10]        |  |  |              |                                 |                                 |              |              |  |